# Johann Hechtl

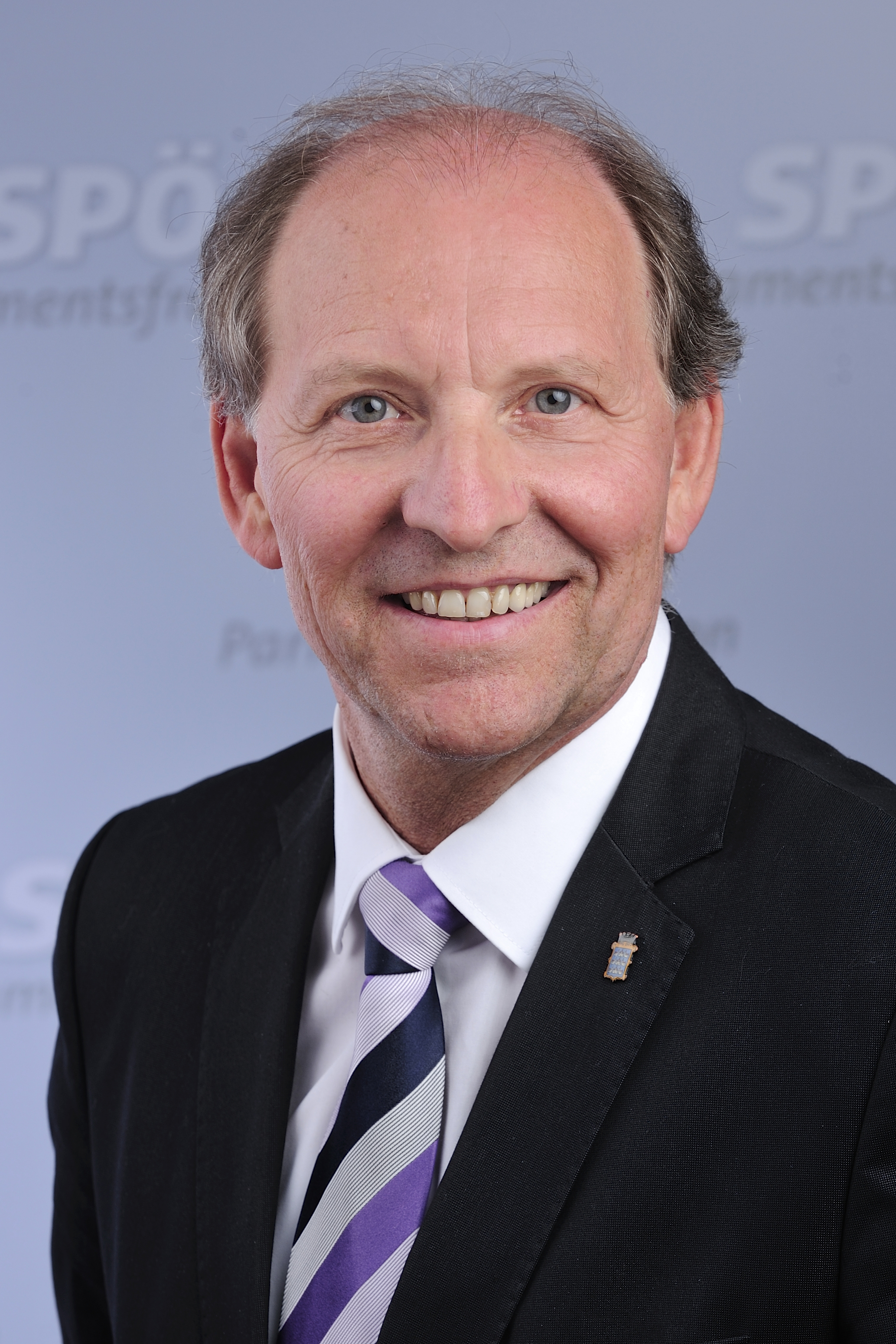
Johann Hechtl 2014

Johann Hechtl (* 24. Juni 1957 in Neunkirchen) ist ein österreichischer Politiker (SPÖ) und Angestellter. Hechtl ist Vater zweier Kinder. Von 2008 bis 2017 war er Abgeordneter zum Nationalrat.

## Leben
Hechtl besuchte nach der Volks- und Hauptschule den polytechnischen Lehrgang und erlernte im Anschluss den Beruf des Maurers. Er absolvierte zudem einen Lehrgang für Werkmeister und Poliere im Baugewerbe und war danach als Polier tätig. Hechtl absolvierte 1987 die Sozialakademie der Arbeiterkammer und ist seit 1988 als Sachbearbeiter der Arbeiterkammer Niederösterreich beschäftigt. 1993 legte er die Studienberechtigungsprüfung für Rechtswissenschaften ab, 1998 besuchte er einen Lehrgang für Personalverrechnung.
Hechtl ist seit 1994 Gemeinderat in Neunkirchen und war von 2005 bis 2008 Stadtrat für Gesundheits- und Krankenhauswesen. 2008 übernahm er das Amt des Stadtrats für Gesundheits- und Sportwesen. Hechtl ist stellvertretender Obmann der SPÖ Neunkirchen und Mitglied des Vorstandes. Hechtl kandidierte bei der Nationalratswahl 2008 auf Platz 8. der SPÖ-Landesliste und zog mit einem Mandat der Landesliste in den Nationalrat ein. Er wurde am 28. Oktober 2008 als Abgeordneter angelobt.

## Auszeichnungen
- 2017: Großes Silbernes Ehrenzeichen für Verdienste um die Republik Österreich[1]